# Colori d'amore
Colori d'amore è il trentaduesimo album in studio della cantante italiana Iva Zanicchi uscito nel febbraio del 2009.

## Il disco
Pubblicato in seguito alla partecipazione della cantante al Festival di Sanremo 2009 con il brano Ti voglio senza amore (di Franco Fasano e Fabrizio Berlincioni), l'album è caratterizzato da sonorità estremamente attuali e da collaborazioni illustri, come quella di Tiziano Ferro, autore di Amaro amarti (già presentata dalla cantante in varie trasmissioni televisive l'anno precedente) e della cantante spagnola Paloma San Basilio.
Presenti tra gli autori anche Cristiano Malgioglio, Corrado Castellari, Mariella Nava, Roberto Casalino e la coppia di giovani autori Marcello De Iorio e Marco Salvatori che hanno scritto ben cinque brani dell'album.
L'album è stato certificato disco d'oro per le oltre 35 000 copie distribuite.

## Tracce
1. Il mio bambino - 4:44 (testo: Mogol – musica: Lucio Battisti)
2. Ti voglio senza amore - 4:08 (testo: Fabrizio Berlincioni – musica: Franco Fasano)
3. La doppia vita - 3:34 (Marcello De Iorio, Marco Salvatori)
4. Dimmelo - 4:00 (Marcello De Iorio, Marco Salvatori)
5. Ti voglio - 4:17 (Mariella Nava)
6. Tu non sai - 3:23 (Roberto Casalino)
7. Amaro amarti - 3:52 (Tiziano Ferro)
8. Ti ricordi - 4:04 (Marcello De Iorio, Marco Salvatori)
9. Regine di primavera ft. Paloma San Basilio 4:04 (Cristiano Malgioglio, Corrado Castellari)
10. Una storia importante - 3:28 (Marcello De Iorio, Marco Salvatori)
11. Gelosia - 4:20 (Marcello De Iorio, Marco Salvatori)

## Formazione
- Iva Zanicchi – voce
- Mario Zannini Quirini – organo Hammond, Fender Rhodes, pianoforte
- Joe Torrisi – chitarra acustica
- Giorgio Meletti – chitarra elettrica
- Takumi Kujo – basso
- Piero Eugenio – batteria
- Andy Muse – sax
- Marco Salvatori – cori